# Komodo TV
Créée par Aymeric Caron et produite par Stéphane Simon, Komodo TV était une web TV active entre le 3 juin 2019 et le 10 juin 2020, date à laquelle elle a mis fin à ses activités pour des raisons financières.
Première chaîne en France consacrée à l’antispécisme et au véganisme, elle était dédiée, selon ses créateurs, « au vivant sous toutes ses formes : les humains, les animaux, les plantes, mais aussi les océans et l’air que l’on respire ».

## Historique
Connu pour ses prises de positions sans détour sur le droit des animaux et le véganisme, le journaliste et écrivain Aymeric Caron publie depuis 2013 plusieurs livres à succès sur ces thèmes, tels que « No Steak », « Antispéciste », « Utopia XXI » ou encore en 2018, « Vivant »,  année ou il cofonde le Révolution écologique pour le vivant, un nouveau parti écologiste au service du vivant.  
Le 3 juin 2019, constatant « qu'on ne voit plus de programme sur le vivant à la télé », et convaincu que « la question du vivant est la question politique du XXIe siècle », Aymeric Caron, séduit par la grande liberté qu'offre le Web plutôt que par l'aspect « laborieux » de la télévision ou « les directrices et directeurs de chaîne hésitent à prendre des risques », lance Komodo, sa propre web TV, en collaboration avec Stéphane Simon, le producteur des Terriens de Thierry Ardisson et de plusieurs autres web TV.

## Programmes
A travers ce média pour lequel il produit environ 25 vidéos par mois, Aymeric Caron souhaite s'adresser en particulier à un jeune public, qui selon lui s'informe désormais essentiellement sur les réseaux sociaux et ne regarde quasiment plus la télé, et donner la parole à des spécialistes qui n'ont pas accès aux médias traditionnels. 
La grille comporte « un JT incarné par Olivier de Vellis, des reportages, l'actu des associations qui défendent le vivant, des chroniques sur la mer et les océans présentées par Lamya Essemlali de Sea Shepherd, du lifestyle, la vie de végan..», mais parlera également de biologie, d’astrophysique, de paléoanthropologie et de philosophie, et « n'hésitera pas à aborder des sujets sociaux, sociétaux et politiques concernant notre espèce, puisqu’ils illustrent l’évolution récente du vivant à travers cet animal singulier qu’est l’humain. ».
L'accès au contenu de Komodo TV se fait sur abonnement d'un montant de 5 euros par mois (avec un premier mois d’essai gratuit) ou 50 euros par an. Un tarif à moitié prix est proposé aux moins de 25 ans .

### Polémique des moustiques

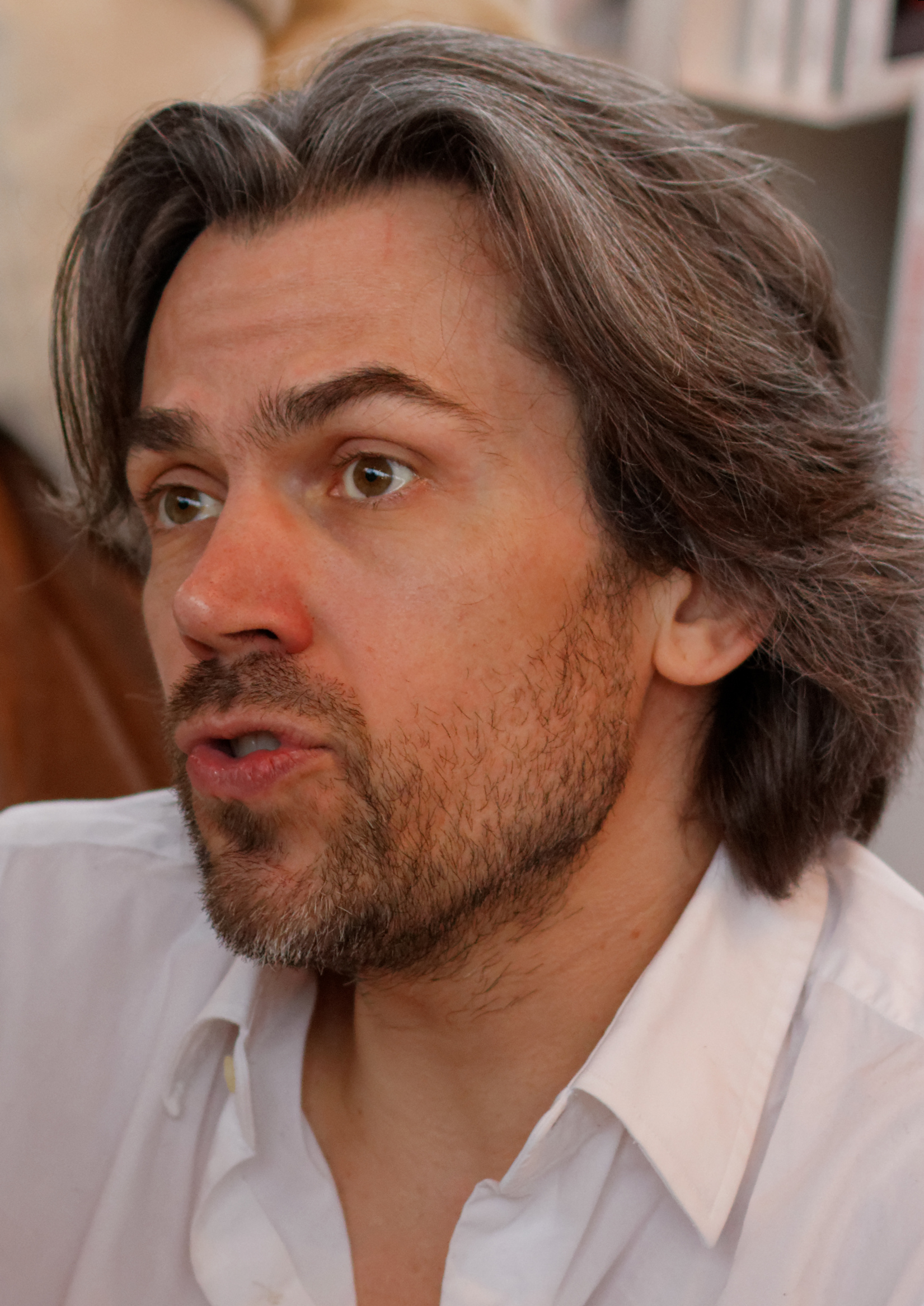
Aymeric Caron, en 2013

En juillet 2019, un édito humoristique de la chaine, ou l'on voit Aymeric Caron répondre à la question: « Que fait-on si l'on est antispéciste et que l'on est attaqué par des moustiques ? » fait le buzz, déclenche un torrent de réactions, ainsi que des moqueries et une vive polémique sur Twitter. Cette controverse, reprise par plusieurs sites d'information,, est dénoncée comme étant « artificielle » par Aymeric Caron, qui reproche à ses détracteurs d'avoir tronqué son message. Pour ce dernier, « il ne s'agit que d'une plaisanterie » « destinée à un public d'abonnés intéressés par l'antispécisme », et que « c'est évidemment fait exprès !  et qu'il « en rajoute délibérément pour décrire une réalité entomologique. »,.

### Élimination des pigeons de la ville de Sablé
Le 22 octobre 2019, à la suite d'une battue organisée par la mairie de Sablé début octobre, ayant entrainé la mort de 400 à 500 pigeons, abattus à la carabine, Aymeric Caron publie une vidéo sur la chaine dénonçant ce qu'il estime être une « opération de dézingage ».